# Teatro de la Paz (San Luis Potosí)
El Teatro de la Paz de la ciudad de San Luis Potosí, San Luis Potosí, México es uno de los cuatro teatros principales del país. El teatro es catalogado como monumento histórico por el Instituto Nacional de Antropología e Historia (INAH) para su preservación.
Fue construido durante el porfiriato entre 1889 y 1894 siendo gobernador de San Luis Potosí Carlos Díez Gutiérrez y se inauguró el 4 de diciembre de 1894. En este teatro se han dado importantes acontecimientos políticos y culturales. El edificio fue construido por el arquitecto José Noriega con influencias francesas y de estilo neoclásico, con su fachada en cantera rosa. El interior de este teatro ha sido remodelado dos veces entre 1944 y 1949 por el arquitecto Francisco Cossío. Su primera representación fue Lucrezia Borgia, ópera de Gaetano Donizetti. Presenta obras de teatro, ópera, música, danza, espectáculos infantiles, conferencias e informes de gobierno. Su cúpula fue mandada y hecha desde París, Francia a petición del presidente Porfirio Díaz.

## Historia

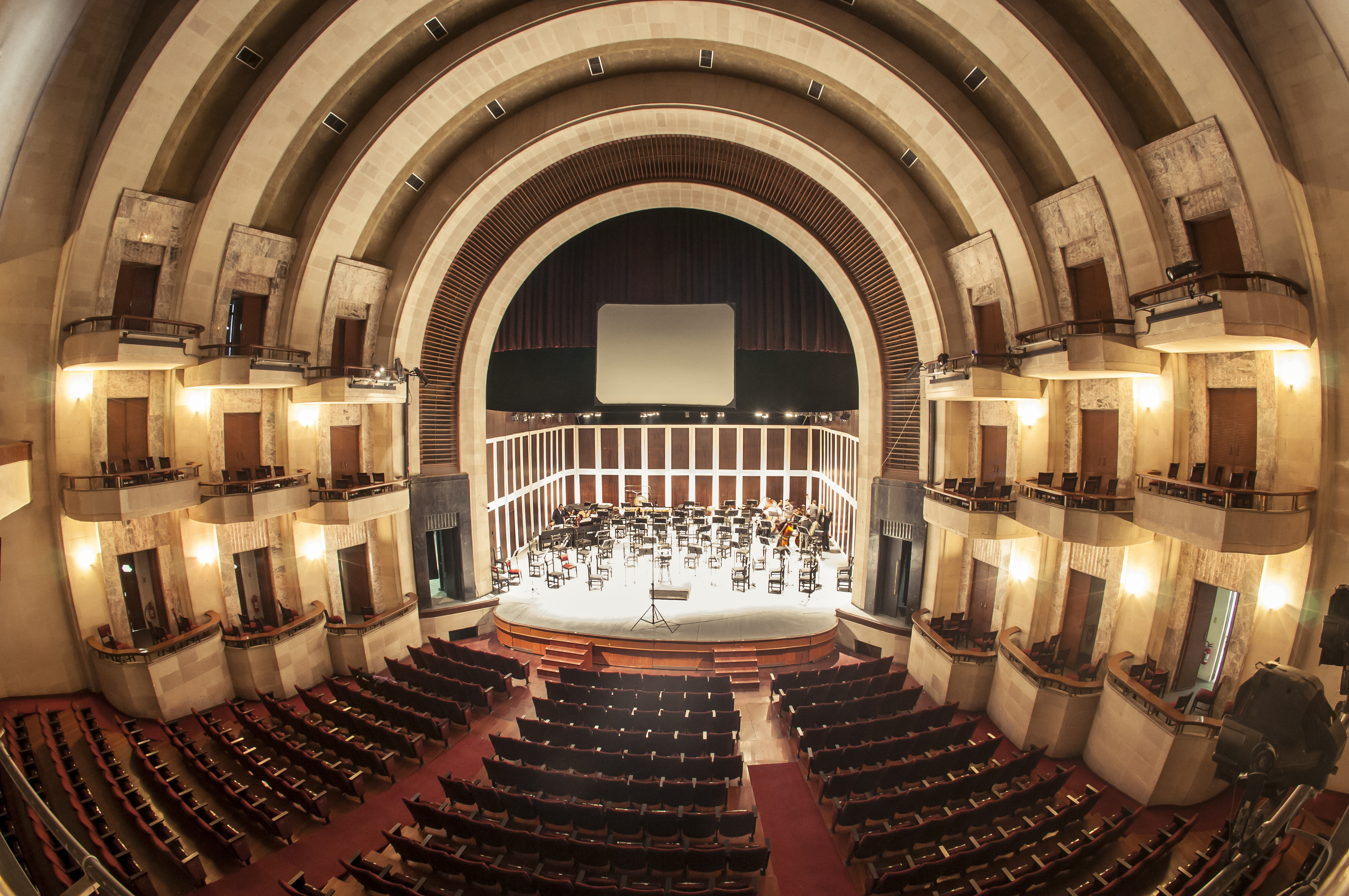
Interior del Teatro de la Paz.

El lugar en donde hoy está el Teatro de la Paz fue antes parte del convento del Carmen, que ocupaba toda la manzana y del que quedan recuerdos en el antiguo Colegio México (hoy universidad) y en el Museo del Virreinato, al lado del templo. Pero después de las leyes de Reforma, con las que se obligó al clero a dejar sus bienes al Estado, en 1870, el terreno del teatro fue cárcel. Durante la gubernatura de Carlos Díez Gutiérrez se empezó a construir el Teatro de la Paz, según el proyecto de estilo neoclásico del ingeniero José Noriega. Díez Gutiérrez colocó la primera piedra el 16 de septiembre de 1889. El inmueble, dominando la Plaza del Carmen, se terminó de construir en 1894.
Fue uno de los varios teatros construidos por José Noriega durante el porfiriato en el Bajío mexicano como el Teatro Doblado, el Teatro Morelos y el Teatro Juárez.
La inauguración del Teatro de la Paz fue todo un acontecimiento tanto cultural como social, vinieron más de mil quinientos visitantes, para los que se organizaron banquetes, diversos espectáculos y serenatas en la Plaza de Armas que se cubrió con una gran vela. A los vendedores tradicionales, como la gente ya presente en el teatro, se le agregaron los vendedores de chisteras. Después, a mediados del siglo pasado, sus interiores fueron reconstruidos por el arquitecto Francisco Cossío.

## Arquitectura
Sus columnas estilo corintio con capiteles son distintivos de la ciudad. En sus escalinatas se han presentado numerosos artistas, no faltan los payasos y trovadores urbanos y son sede de algunas neotribus. Además del foro principal, de hermosa sonoridad, cuenta con dos salas anexas, la sala Flavio F. Carlos, para conciertos, ubicada en la escalinata interna izquierda, y la sala Germán Gedovius, para exposiciones, a su costado derecho. Pocos han notado que la posición de la estatua de la bailarina, hecha por el escultor Joaquín Arias Méndez, no es natural, pues las piernas están juntas con una leve flexión, mientras los pies se elevan. Destacan también los murales de mosaico de Fernando Leal, con la historia del teatro.